# استقلال تيمور الشرقية

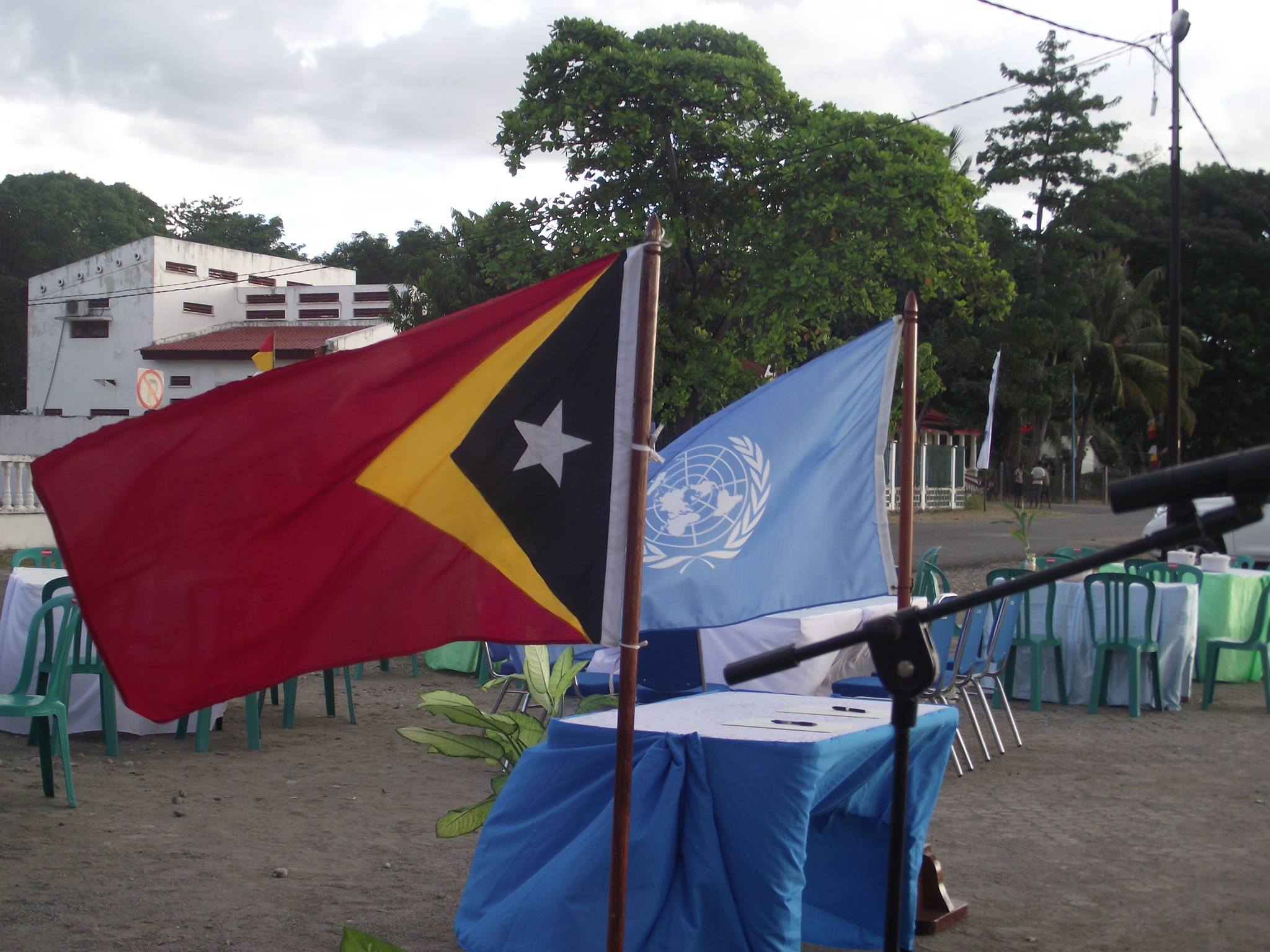
أعلام تيمور الشرقية والأمم المتحدة في عيد الاستقلال 2014.

احتلت إندونيسيا تيمور الشرقية لمدة 24 عامًا من 1976 إلى 1999 في فترة يعتبرها الكثيرون إبادة جماعية. وقدر أحد التقارير أن إندونيسيا كانت مسؤولة عن 180 ألف حالة وفاة في فترة الـ 24 عامًا التي حكمت فيها تيمور الشرقية. أدت انتهاكات حقوق الإنسان التي ارتكبتها الحكومة الإندونيسية إلى نشوء حركة مقاومة نابعة من الداخل، وهي فريتيلين، التي تضغط من أجل الاستقلال. كانت مذبحة ديلي عام 1991 نقطة تحول لقضية الاستقلال ونمت حركة تضامن مع تيمور الشرقية في البرتغال والفلبين وأستراليا ودول غربية أخرى. أفادت الأنباء على نطاق واسع أن ما بين 180 و200 شخص قتلوا في المجزرة. بعد الفظائع التي تم الإعلان عنها على نطاق واسع والتي تم تسجيلها على شريط فيديو، انتهى الدعم الأمريكي لإندونيسيا وانسحب الجيش الأمريكي من إندونيسيا. في أعقاب الاضطرابات المدنية والاحتجاجات، سقط الرئيس سوهارتو لفترة طويلة من السلطة وحل محله يوسف حبيبي.